# 山南东道节度使
山南东道节度使，為唐朝、五代在山南东道设立的節度使。
755年十二月，设立山南节度使，756年正月，设立南阳防御守捉使，后为邓州节度使。756年七月废除。设立襄阳防御使，旋即为节度使，下辖襄州、邓州、随州、唐州、安州、房州、均州、金州、商州。十二月，商州、金州、均州、房州另设兴平节度使。762年，商州、金州、均州、房州设观察使。777年十二月，建山南东道节度使，治所在襄州，下辖襄州、邓州、房州、均州、复州、郢州。785年，邓州归东都畿都防御使。787年增加唐州、邓州、安州、复州。802年，安州归奉义军。815年十月，下辖襄州、复州、郢州、均州、房州，唐州、随州、邓州另设节度使。817年十一月，唐随邓节度使废除，地入山南东道。819年–838年，领临汉监牧使。844年，暂废复设。888年五月，建号忠义军，下辖襄州、复州、郢州、房州、均州，905年房州、均州归戎昭节度使，906年恢复山南东道的名字，再领房州、均州。
五代初領襄州、復州、郢州、均州、房州，唐州、隨州、鄧州。後梁開平三年（909年），鄧州升為宣化軍節度，割泌、隨、復、郢4州隸之。後唐天成二年（927年），南平王高季興所轄復州來屬，後晉天福五年（940年）復州升為防禦州，直隸中央。七年（942年），廢山南東道節度使，襄州升為防禦州，直隸中央；均、房2州割隸威勝軍節度。
後漢天福十二年（947年）復置山南東道節度使，領襄州、復州、房州、均州。

## 歷任
- 源洧（755年）
- 徐浩（755年—756年）
- 崔伯阳（756年）
- 韩洪（756年）
- 魏仲犀（757年）
- 鲁炅（757年）
- 王翊（758年）
- 王政（759年）
- 崔光远（759年）
- 史翙（759年—760年）
- 韦伦（760年，未任）
- 来瑱（760年—762年）
- 裴茙（762年）
- 来瑱（762年）
- 梁崇义（763年—781年）
- 李希烈（781年）
- 李承（781年—782年）
- 贾耽（782年—784年）
- 樊泽（784年—787年）
- 李皋（787年—792年）
- 樊泽（792年—798年）
- 頔（798年—808年）
- 裴均（808年—811年）
- 李夷简（811年—813年）
- 袁滋（813年—814年）
- 严绶（814年—815年）
- 李逊（815年—816年）
- 郑权（816年—817年）
- 李愬（817年—818年）
- 孟简（818年—819年）
- 李逢吉（820年—822年）
- 牛元翼（822年—823年）
- 柳公绰（823年—826年）
- 李逢吉（826年—828年）
- 窦易直（828年—830年）
- 裴度（830年—834年）
- 王起（834年—835年）
- 李翱（835年—836年）
- 殷侑（836年—837年）
- 李程（838年—839年）
- 牛僧孺（839年—841年）
- 卢钧（841年—844年）
- 郑肃（844年—845年）
- 归融（845年—847年）
- 卢简辞（847年—848年）
- 高元裕（848年—852年）
- 李景让（852年—856年）
- 徐商（856年—860年）
- 蒋系（860年—861年）
- 郑涯（861年—863年）
- 崔鉉（863年—864年）
- 卢耽（865年—868年）
- 裴坦（869年—871年）
- 卢耽（871年—872年）
- 于琮（872年）
- 杨知温（872年—873年）
- 于琮（874年—876年）
- 李福（876年—879年）
- 刘巨容（879年—885年）
- 赵德諲（885年—892年）
- 赵匡凝（892年—905年）
- 杨师厚（905年—910年）
- 王班（909年）
- 孔勍（910年—924年）
- 李绍珙（又名刘训）（924年—927年）
- 安元信（927年—930年）
- 康义诚（930年—932年）
- 朱弘昭（932年—933年）
- 赵在礼（933年—935年）
- 安从进（935年—941年）
- 高行周（941年—942年）
- 安审琦（947年—958年）
- 向训（958年—959年）
- 王彦镐（959年）
- 慕容延钊（960年—962年）
- 边光範（963年—971年）
- 潘美（971年—977年）